# 乐园维达雀
，是雀形目维达雀科的一种鸟类。

## 特征
乐园维达雀体重约20.35克，翼长约78.6毫米，喙宽度约5.2毫米，喙厚度约6.9毫米，嘴峰长约12.1毫米，跗蹠长约16毫米，尾长约59.7毫米。
乐园维达雀是留鸟，栖息在林地，它们是植食性动物，主要以植物的种子或坚果为食。它们分布在苏丹东部、埃塞俄比亚、索马里南部，南至南非东北部，西至安哥拉和纳米比亚北部。